# Quinlan Terry

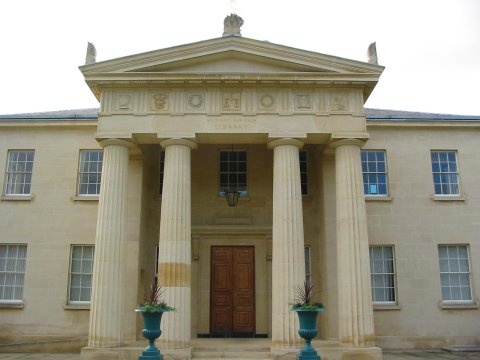
A Biblioteca Maitland Robinson, no Downing College, Cambridge, projetada por Quinlan Terry. Inaugurada em 1992.

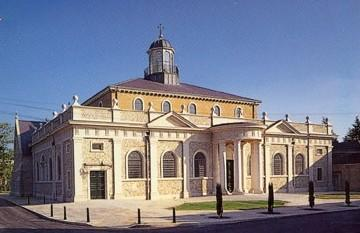
Catedral de Brentwood.

Quinlan Terry (Hampstead, 24 de julho de 1937) é um arquiteto britânico. Cursou seus estudos na Bryanston School e na Architectural Association. Foi discipulo do arquiteto Raymond Erith, um dos principais nomes do classicismo britânico após a II Guerra Mundial Guerra Mundial, com quem formou a sociedade Erith & Terry. Erith faleceu em 1973, então Terry deu continuidade ao escritório e ao desenvolvimento da arquitetura tradicional britânica. Antes de diminuir o ritmo de trabalho por conta da idade avançada, ele comandava seu escritório de arquitetura juntamente com seu filho mais velho, Francis Terry. Este formou sua própria firma, mas ainda seguindo os passos do pai. Francis Terry não apenas continua realizando seu ofício embasado nas tradições clássicas, como escreve artigos a respeito. 
Terry é, reconhecidamente, um dos arquitetos favoritos do Príncipe Charles.

## Obra
Quinlan Terry é um arquiteto da chamada Arquitetura Clássica-nova (que propõe um resgate dos estilos tradicionais, adaptando-os às necessidades contemporâneas), enfrentando assim o modernismo e o "vanguardismo" arquitetônicos. Sua obra se centra principalmente numa releitura do palladianismo, ainda que ele faça edifícios em geral, desde igrejas até hospitais.
Seu desenho da biblioteca do Downing College de Cambridge lhe valeu o prêmio de edificio do ano no Reino Unido, no ano de 1994. Provavelmente um de seus trabalhos mais conhecidos é a Catedral de Santa Maria e Santa Helena en Essex; para a longa restauração e reforma dela, Terry inspirou-se no Renascimento italiano e no barroco inglês. Durante a década de 1980 a então primeira ministra britânica, Margaret Thatcher, lhe delegou a renovação dos interiores do Número 10 da Downing Street.

## Estilo
O estilo de Quinlan Terry destaca-se por seu notável tradicionalismo. É considerado pela crítica britânica um dos arquitetos mais controversos da atualidade (alguns o dizem em sentido favorável, outros não), precisamente pelo caráter tradicional de seus projetos. Recursos clássicos, formas simétricas, materiais tradicionais dão a seus edifícios um caráter de "ponte" entre o passado e o presente.